# Товариство селянської взаємодопомоги
Комітети селянської взаємодопомоги (з 1925 — Товариства селянської взаємодопомоги) — громадські організації селян в УСРР, що діяли 1922–32. Почали створюватися під час голоду 1922 (див. Голодомор в Україні (1921—1923)) з ініціативи ЦК КП(б)У. Згідно з постановою політбюро ЦК КП(б)У від 1 липня 1921 «Про посилення органів соцзабезу та селянські комітети взаємодопомоги», передбачалося створення комітетів взаємодопомоги «за класовою ознакою та при наданні переваги червоноармійцям і селянській бідноті». Такі комітети, згідно з декретом РНК УСРР від 23 грудня 1921 «Про комітети взаємодопомоги на селі», повинні були: налагоджувати взаємну допомогу населенню при неврожаях, пожежах та ін. стихійних лихах; сприяти роботі установ соціального забезпечення; опікуватися хворими та інвалідами, пораненими червоноармійцями та їхніми сім'ями.
Також зустрічається термін Сільське товариство взаємодопомоги (СТВ)
Хоча К.с.в. створювалися на принципах добровільного членства, їхніми головами в обов'язковому порядку мали бути висуванці комітетів незаможних селян, а склад їхніх сільських і повітових комітетів повинен був затверджуватися в повітових виконкомах.
Грошові кошти комітетів спочатку складалися з пайових внесків та пожертвувань селян. За клопотанням I Всеукраїнської наради комітетів селянської взаємодопомоги (18–20 липня 1923) вони отримали в оренду від сільрад волосні насіннєві ділянки та реманент для їх обробітку, що дало їм можливість мати надходження від господарської діяльності. З часом їм почала надаватися і державна допомога. Однак і після цього їхні фонди були недостатніми для виконання ними своїх завдань.
К.с.в. набули масового поширення після завершення дискусії в керівництві КП(б)У (1923—1924) про доцільність їх існування та ухвалення урядом рішень про неприпустимість передавання функцій цих комітетів до комітетів незаможних селян або обмеження членства в них заможних селян. Організаційному зміцненню комітетів сприяло створення 1924 їхніх керівних органів — секцій взаємодопомоги при Народному комісаріаті соціального забезпечення УСРР, а також при губернських і повітових відділах соціального забезпечення. 1925 в УСРР налічувалося 546 районних і 9261 сільських організацій взаємодопомоги. За даними по 35 округах (із 41 існуючої), до товариств селянської взаємодопомоги входило понад 600 тис. селянських господарств, із них незаможних — 63,2 %, середняцьких — 32,4 %, заможних — 3,7 %; службовці і кустарі складали 0,7 %.
Поступово К.с.в. стали перетворюватися на товариства, що займалися кооперуванням маломіцних селянських господарств (через колективний вступ К.с.в. як юридичних осіб до кооперативних організацій); поширенням с.-г. знань; контролем за дотриманням державних пільг селянській бідноті; розвитком трудових об'єднань інвалідів; організацією прокатних пунктів. Вони також залучалися до боротьби з безпритульністю, проституцією і пияцтвом, а з 1929 — до колективізації селянських господарств (див. Колективізація сільського господарства).
1932 товариства селянської взаємодопомоги були реорганізовані в каси товариств взаємодопомоги колгоспів.
Через те, що комітети надавали пільги лише незаможникам, заможні селянські верстви не були зацікавлені у вступі до них, тому фактично комітети впродовж усіх років свого існування були організаціями селянської бідноти.